# Paus Eutychianus
Eutychianus (gestorven 7 december 283) was de 27e paus van de Katholieke Kerk. Hij regeerde volgens het Annuario Pontificio (2003) van 4 januari 275 tot 7 december 283. Volgens het Liber Pontificalis duurde zijn pontificaat 8 jaar en 11 maanden, van 275 tot 283. Eusebius van Caesarea geeft daarentegen een pontificaat van slechts 10 maanden. Hij stimuleerde de praktijk van de zegening van de bomen en de vruchten. Dit loopt vooruit op het fête de Rogations, ingesteld in Frankrijk bij het concilie van Orléans. Paus Eutychianus zou ook 324 martelaren eigenhandig begraven hebben. Sommige historici bestrijden dit, omdat er geen christenvervolgingen meer plaatsvonden na de dood van keizer Aurelianus in 275.
Over Eutychianus is vrijwel niets met zekerheid bekend. Hij wordt als heilige vereerd. Zijn gedachtenis valt op 8 december.
Cursief: tegenpaus